# Atanagild
Atanagild (gotsko Aþanagilds) je bil od leta 554 do 567 kralj hispanskega Vizigotskega kraljestva, * ni znano, † 567, Toledo.
Leta 551 se je uprl svojemu kralju Agili I.. Njuni vojski sta se spopadi pri Sevilli, kjer je bil Agila drugič poražen. Po Agilovi smrti leta 554 je Atanagild vladal do svoje smrti. 
Roger Collins trdi, da je bil Atanagild »verjetno bolj pomemben, kot se o njem piše, ker je pisanje Izidorja Seviljskega morda obarvano s sovražnostjo kasnejših vizigotskih kraljev do Atanagilda in njegovih potomcev«.

## Invazija Bizantincev
V spopadih med Vizigoti in Bizantinci je Justinijanova vojska prevzela nadzor nad velikim delom Betike (Andaluzija). Pretveza za njihov prihod ni povsem jasne. Peter Heather navaja, da jih je poklical kralj Agila, Izidor Seviljski pa ponuja dve nasprotujoči si zgodbi. V poglavju Agila piše, da so Agilo obkolili Goti in ga ubili zaradi strahu, »da bi Bizantinci napadli Hispanijo pod pretvezo, da mu prihajajo na pomoč«. V naslednjem poglavju trdi, da je Justinijana zaprosil za pomoč Atanagild, »ko so prišli v Hispanijo pa jih vsem prizadevanjem navkljub ni mogel pregnati«. Collins ugotavlja, da je »cesar Justinijan v intervencijah v Afriki leta 533 in Italiji leta 535 prišel navidezno podpret pravice zakonitih vladarjev v vojnah proti uzurpatorjem«, zato se strinja s Heatherjevo različico dogodkov. 
Atanagildu je uspelo ponovno osvojiti nekaj izgubljenih mest, večina osvojenega ozemlja pa je ostala v bizantinski posesti. Bizantinci so tam ustanovili provinco Spanio, ki je živela še dolgo po Atanagildovi smrti. Njeno natančno ozemlje ni povsem znano. Na zahod je verjetno segalo do Gibraltarske ožine in posedovalo mesta Novo Kartagino (Cartagena), Cordubo (Kordova) in Assionijo. Posedovanje Córdobe ni povsem zanesljivo, zagotovo pa so posedovali tudi Málago in Sagontio.
Atanagild je umrl naravne smrti v Toledu. Po petmesečnem medvladju ga je nasledil Liuva I..

## Dinastične zveze
Atanagild je imel s kraljico Goisvinto dve hčerki: Brunhildo in Galsvinto, ki sta bili poročeni z dvema bratoma, frankovskima kraljema Sigebertom I. Avstrazijaskim in Hilperikom I. Nevstrijskim. Gregor Tourski trdi, da se je Sigebert poročil zaradi Brunhildine lepote in  omike, Hilperik pa z njeno sestro zaradi sorodstvenega rivalstva. Wood  opozarja, da so bile okoliščine mnogo bolj zapletene, ker »Atanagild ni imel sinov in je s poroko hčera s frankovskima kraljema morda nameraval vključiti Merovinge v vizigotsko nasledstvo«. Morda je upal, da bodo na vizigotski prestol nekoč prišli njegovi vnuki.
Atanagildova smrt leta 567 je povsem spremenila okoliščine. Wood domneva, da so Galsvinto umorili kmalu po njegovi smrti. Brunhilda se je izognila sestrini usodi in postala osrednja osebnost v frankovski zgodovini druge polovice 6. stoletja. Vdova Goisvinta je preživela prevrat po Atanagildovi smrti. Poročila se je z Leovigildom, bratom moževega naslednika Liuve I., ki je tudi sam postal kralj.
| Atanagild Rojen: ni znano Umrl: 567 |                                       |                               |
| Vladarski nazivi                    |                                       |                               |
| Predhodnik: Agila I.                | Kralj Vizigotskega kraljestva 554-567 | Naslednik: Liuva I. Leovigild |